# Fresné-la-Mère
Fresné-la-Mère est une commune française, située dans le département du Calvados en région Normandie, peuplée de 572 habitants.

## Géographie
| Villy-lez-Falaise | Morteaux-Coulibœuf | Beaumais         |
| Villy-lez-Falaise | Fresné-la-Mère     | Pertheville-Ners |
| La Hoguette       | La Hoguette        | Pertheville-Ners |

### Hydrographie
La commune est située dans le bassin Seine-Normandie. Elle est drainée par le Trainefeuille, le Traine-Feuilles, la Bonne Eau et divers autres petits cours d'eau,.
Le Trainefeuille, d'une longueur de 14 km, prend sa source dans la commune de Saint-Pierre-du-Bû et se jette  dans la Dives à Beaumais, après avoir traversé sept communes. 

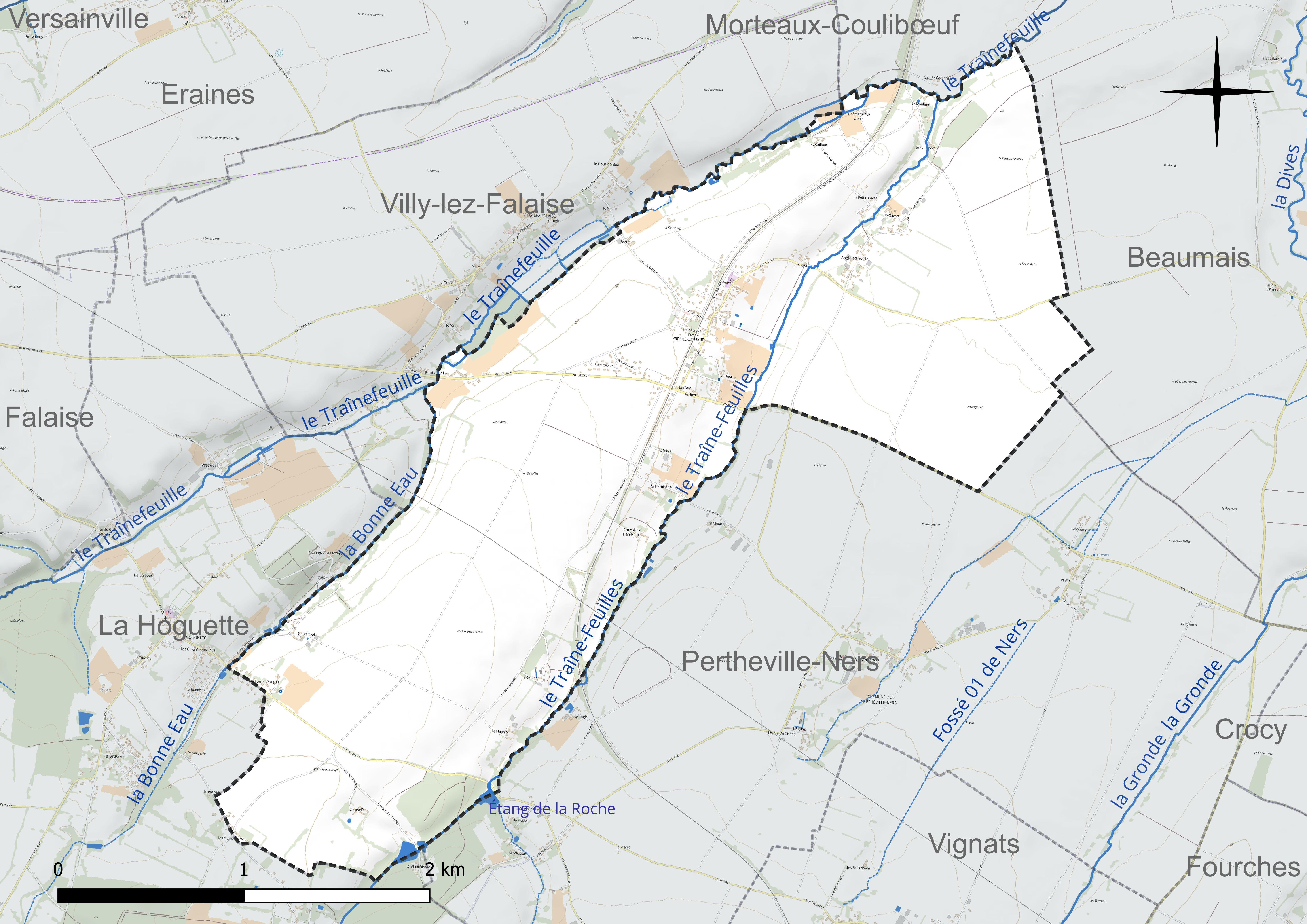
Réseau hydrographique de Fresné-la-Mère.

Un plan d'eau complète le réseau hydrographique : l'étang de la Roche, d'une superficie totale de 0,7 ha (0,2 ha sur la commune),.

### Climat
Pour des articles plus généraux, voir Climat de la Normandie et Climat du Calvados.
En 2010, le climat de la commune est de type climat océanique altéré, selon une étude du CNRS s'appuyant sur une série de données couvrant la période 1971-2000. En 2020, Météo-France publie une typologie des climats de la France métropolitaine dans laquelle la commune est exposée à un climat océanique et est dans la région climatique  Normandie (Cotentin, Orne), caractérisée par une pluviométrie relativement élevée (850 mm/a) et un été frais (15,5 °C) et venté. Parallèlement le GIEC normand, un groupe régional d'experts sur le climat, différencie quant à lui, dans une étude de 2020, trois grands types de climats pour la région Normandie, nuancés à une échelle plus fine par les facteurs géographiques locaux. La commune est, selon ce zonage, exposée à un « climat des plateaux abrités », correspondant à la plaine agricole de Caen à Falaise, sous le vent des collines de Normandie et proche de la mer, se caractérisant par une pluviométrie et des contraintes thermiques modérées.
Pour la période 1971-2000, la température annuelle moyenne est de 10,5 °C, avec  une amplitude thermique annuelle de 12,6 °C. Le cumul annuel moyen de précipitations est de 696 mm, avec 11,4 jours de précipitations en janvier et 7,6 jours en juillet. Pour la période 1991-2020, la température moyenne annuelle observée sur la station météorologique la plus proche, située sur la commune de Damblainville à 2 km à vol d'oiseau, est de 11,6 °C et le cumul annuel moyen de précipitations est de 716,8 mm,. Pour l'avenir, les paramètres climatiques de la commune estimés pour 2050 selon différents scénarios d'émission de gaz à effet de serre sont consultables sur un site dédié publié par Météo-France en novembre 2022.

## Urbanisme

### Typologie
Au 1er janvier 2024, Fresné-la-Mère est catégorisée commune rurale à habitat dispersé, selon la nouvelle grille communale de densité à 7 niveaux définie par l'Insee en 2022.
Elle est située hors unité urbaine. Par ailleurs la commune fait partie de l'aire d'attraction de Caen, dont elle est une commune de la couronne,. Cette aire, qui regroupe 296 communes, est catégorisée dans les aires de 200 000 à moins de 700 000 habitants,.

### Occupation des sols
L'occupation des sols de la commune, telle qu'elle ressort de la base de données européenne d'occupation biophysique des sols Corine Land Cover (CLC), est marquée par l'importance des territoires agricoles (94,5 % en 2018), une proportion identique à celle de 1990 (94,5 %). La répartition détaillée en 2018 est la suivante : 
terres arables (75,3 %), prairies (18,9 %), zones urbanisées (3,3 %), forêts (2,3 %), zones agricoles hétérogènes (0,2 %). L'évolution de l'occupation des sols de la commune et de ses infrastructures peut être observée sur les différentes représentations cartographiques du territoire : la carte de Cassini (XVIIIe siècle), la carte d'état-major (1820-1866) et les cartes ou photos aériennes de l'IGN pour la période actuelle (1950 à aujourd'hui).

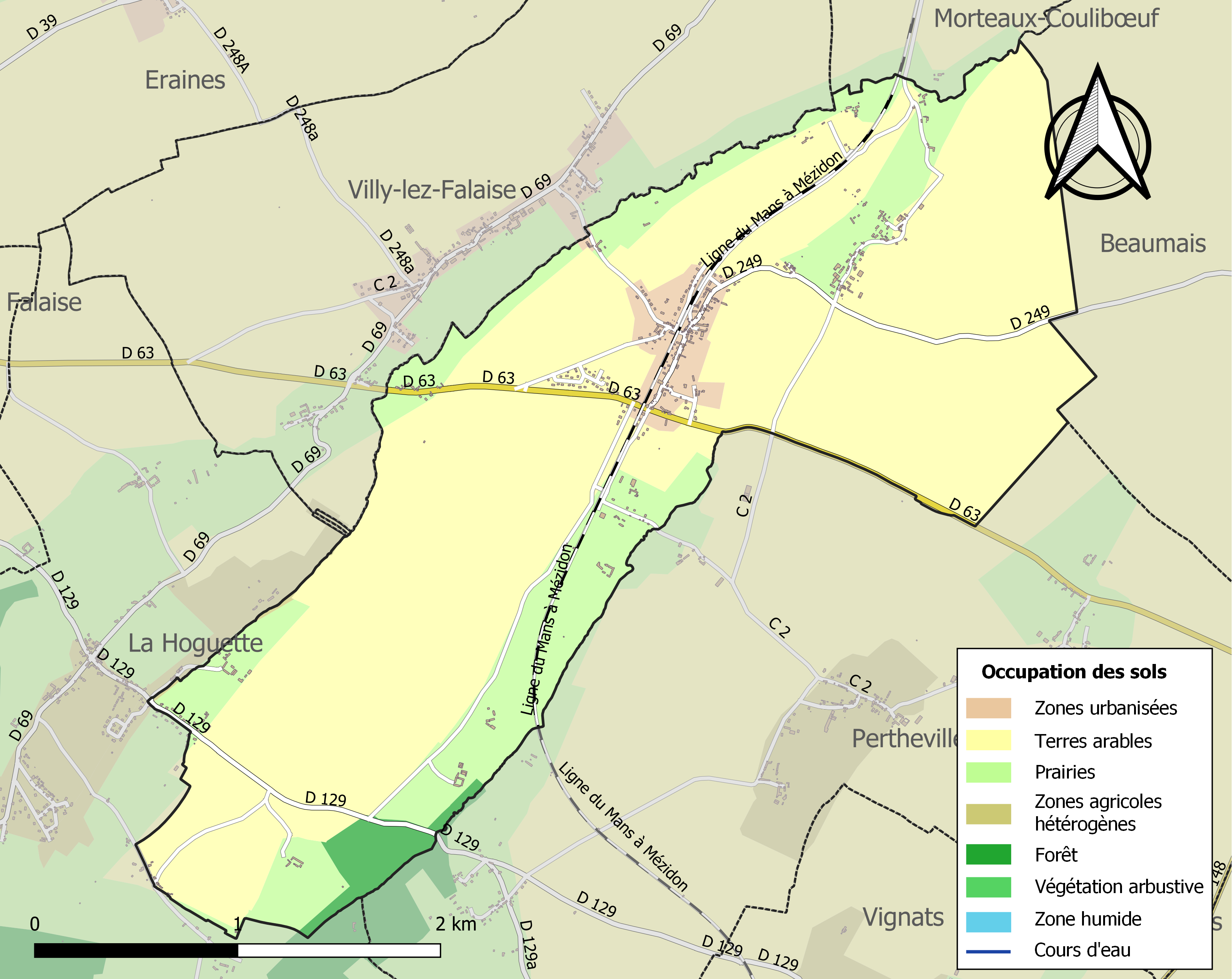
Carte des infrastructures et de l'occupation des sols de la commune en 2018 (CLC).

## Toponymie
Le nom de la localité est attesté sous la forme Fraxinetum en 1168,, Fresnetum supra mare au XIVe siècle, sous les formes latines Fresneium ou Fresnetum-Matris.
Le toponyme est issu de l'ancien français fresne (du latin fraxinus), d'où fresnaye, « lieu planté de frênes ». De nombreux toponymes français ont cette origine (Fresnay, Fresney, Fresnoy, etc.).

## Histoire
En 1827, Fresné-la-Mère (629 habitants en 1821) absorbe Angloischeville (141 habitants), au nord-est de son territoire.

## Politique et administration
| Période                                  | Période   | Identité         | Étiquette | Qualité             |
| ---------------------------------------- | --------- | ---------------- | --------- | ------------------- |
| avant 1988                               | ?         | Maurice Leraitre |           |                     |
| ?                                        | mars 2001 | Michel Duval     |           |                     |
| mars 2001                                | mai 2020  | Louis Garcia     | SE        | Conducteur de train |
| mai 2020                                 | En cours  | Maryse Lasne     | SE        | Retraitée           |
| Les données manquantes sont à compléter. |           |                  |           |                     |

Le conseil municipal est composé de quinze membres dont le maire et trois adjoints.

## Démographie
L'évolution du nombre d'habitants est connue à travers les recensements de la population effectués dans la commune depuis 1793. Pour les communes de moins de 10 000 habitants, une enquête de recensement portant sur toute la population est réalisée tous les cinq ans, les populations de référence des années intermédiaires étant quant à elles estimées par interpolation ou extrapolation. Pour la commune, le premier recensement exhaustif entrant dans le cadre du nouveau dispositif a été réalisé en 2008.
En 2022, la commune comptait 572 habitants, en évolution de −7,59 % par rapport à 2016 (Calvados : +1,58 %, France hors Mayotte : +2,11 %).
Fresné-la-Mère a compté jusqu'à 735 habitants en 1836.
| 1793 | 1800 | 1806 | 1821 | 1831 | 1836 | 1841 | 1846 | 1851 |
| ---- | ---- | ---- | ---- | ---- | ---- | ---- | ---- | ---- |
| 665  | 566  | 701  | 629  | 732  | 735  | 722  | 688  | 674  |

| 1856 | 1861 | 1866 | 1872 | 1876 | 1881 | 1886 | 1891 | 1896 |
| ---- | ---- | ---- | ---- | ---- | ---- | ---- | ---- | ---- |
| 617  | 636  | 585  | 527  | 534  | 512  | 468  | 431  | 417  |

| 1901 | 1906 | 1911 | 1921 | 1926 | 1931 | 1936 | 1946 | 1954 |
| ---- | ---- | ---- | ---- | ---- | ---- | ---- | ---- | ---- |
| 420  | 401  | 362  | 330  | 332  | 334  | 324  | 378  | 306  |

| 1962 | 1968 | 1975 | 1982 | 1990 | 1999 | 2006 | 2008 | 2013 |
| ---- | ---- | ---- | ---- | ---- | ---- | ---- | ---- | ---- |
| 320  | 303  | 334  | 382  | 425  | 417  | 473  | 487  | 615  |

| 2018 | 2022 | - | - | - | - | - | - | - |
| ---- | ---- | - | - | - | - | - | - | - |
| 588  | 572  | - | - | - | - | - | - | - |

| 1793 | 1800 | 1806 | 1821 |
| ---- | ---- | ---- | ---- |
| 153  | 151  | 136  | 141  |

## Culture locale et patrimoine

### Lieux et monuments
- Église Notre-Dame de Fresné des XVe, XVIIe et XIXe siècles. Le clocher détruit en 1944 a été reconstruit après la Seconde Guerre mondiale.
- Château de la Galerie, du XVIIIe siècle.
- L'église Saint-Pierre d'Angloischeville a été détruite après la fusion des paroisses[30].
- Le château de Fresné a été détruit en 1944[31].

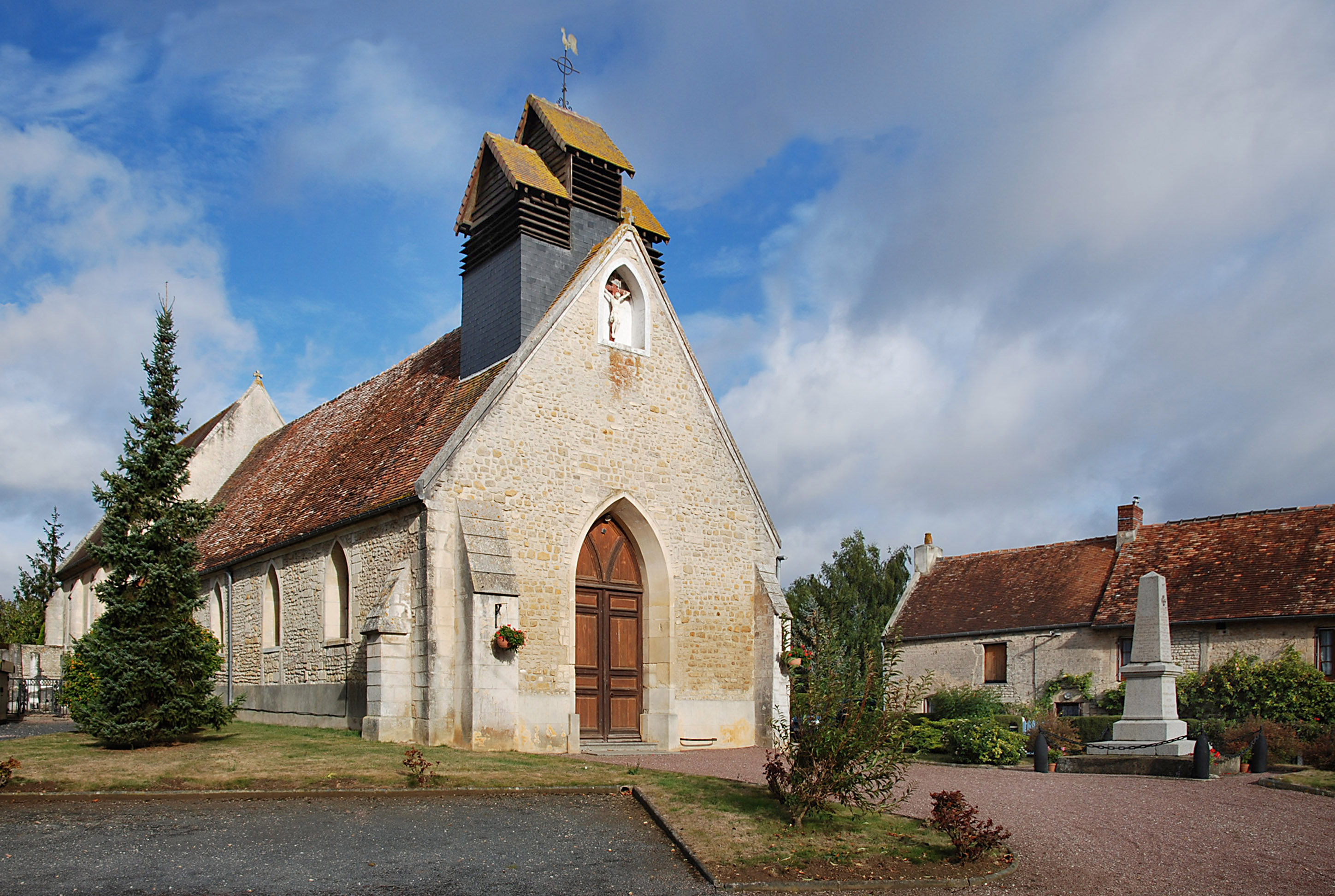
L'église Notre-Dame et le monument aux morts.
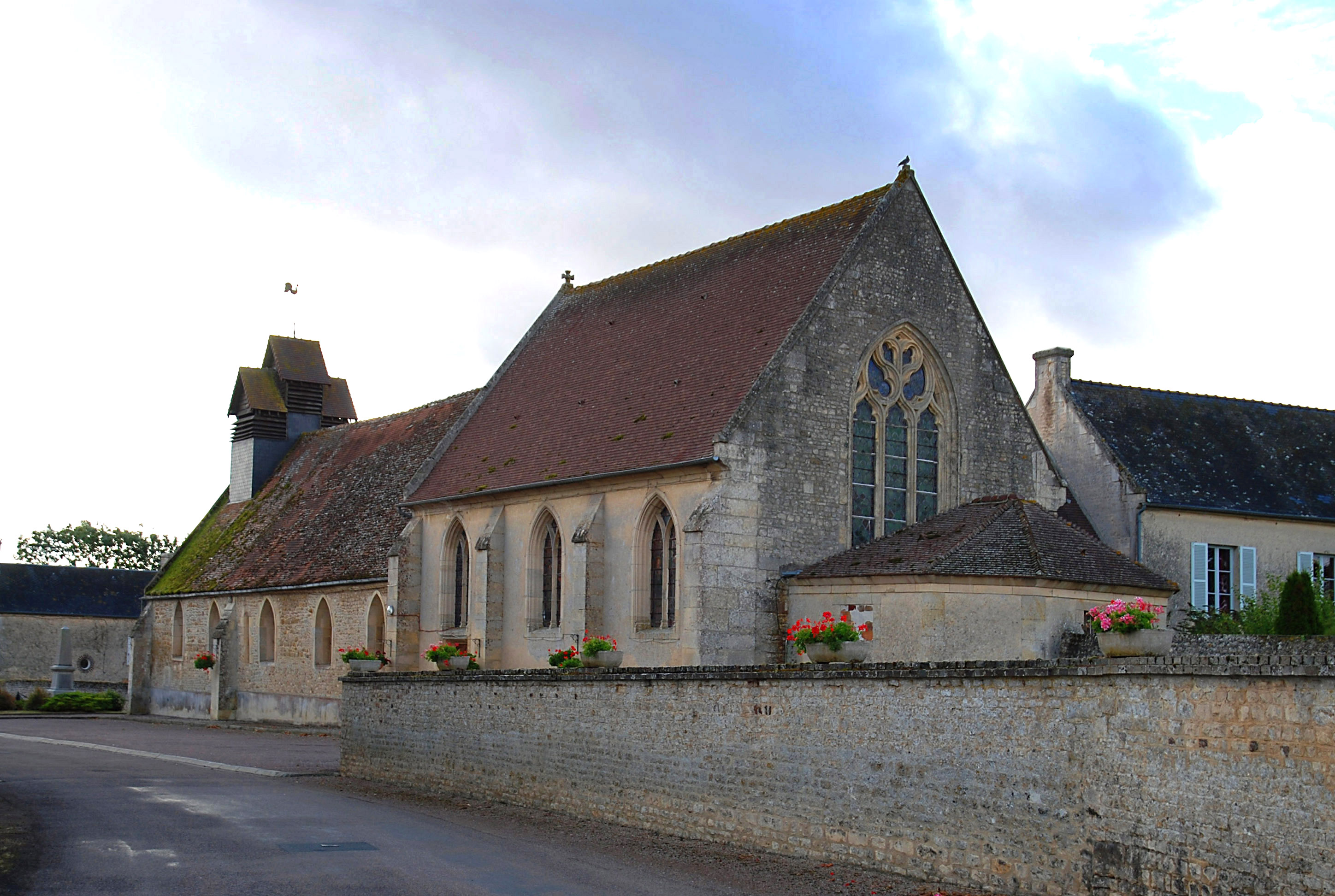
L'église Notre-Dame.

### Activité et manifestations
Vide grenier annuel le 1er dimanche de septembre.

### Héraldique
| Blason de Fresné-la-Mère | Blason  | Parti : au 1er coupé au I de gueules à la fasce cousue d'azur chargée de trois croisettes réunies d'argent, accompagnée en chef d'une fasce alésée bretessée de deux merlons cousue d'azur, au II de sable au frêne de sinople, au 2e d'hermine plain. |
| Blason de Fresné-la-Mère | Détails | Le statut officiel du blason reste à déterminer. |